# Représentations diplomatiques au Belize

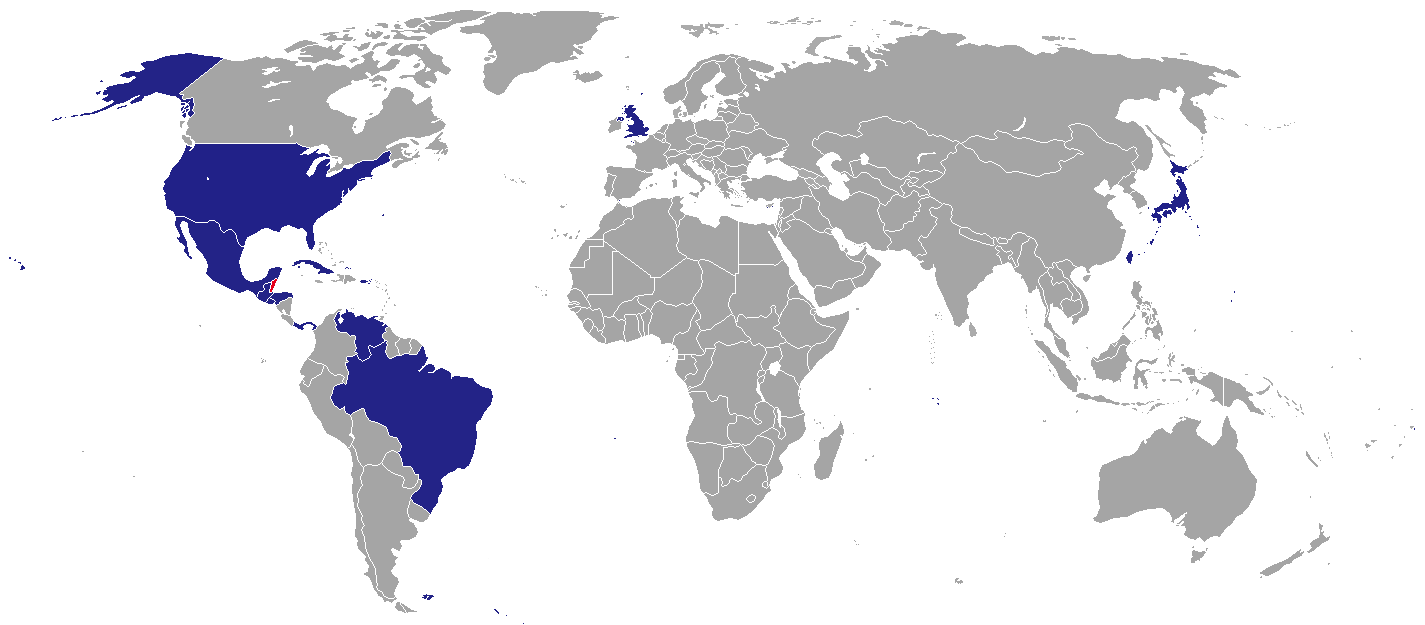
Carte des représentations diplomatiques au Belize.

Ceci est une liste des représentations diplomatiques au Belize. 
La capitale officielle du Belize est Belmopan, mais cinq pays maintiennent leurs ambassades dans l'ancienne capitale, Belize City, sur la côte caraïbe. Il y a un total de 12 ambassades et haut-commissariat dans le pays, plusieurs autres pays accréditant des ambassadeurs situés dans d'autres pays.

## Ambassades et Hauts-commissariats

### Belmopan
- Brésil (Ambassade)
- États-Unis (Ambassade)
- Japon (Ambassade)
- Mexique (Ambassade)
- Royaume-Uni (Haut-commissariat)
- Salvador (Ambassade)
- Venezuela (Ambassade)

### Belize City
- Cuba (Ambassade)
- Guatemala (Ambassade)
- Honduras (Ambassade)
- Panama (Ambassade)
- Taïwan[1] (Ambassade)

## Consulats
Benque Viejo del Carmen
- Guatemala (Consulat général)

## Missions
- Union européenne

## Ambassades accréditées

### Beyrouth
- Liban

### Bridgetown
- Barbade
- Nouvelle-Zélande

### Castries
- Saint-Vincent-et-les-Grenadines
- Sainte-Lucie

### Georgetown
- Guyana

### Guatemala
- Allemagne
- Canada
- Espagne
- Norvège
- Turquie

### Kingston
- Afrique du Sud
- Nigeria

### La Havane
- Cambodge
- Corée du Nord
- Mali
- Mozambique
- Syrie

### Managua
- Autriche
- Danemark
- Finlande
- République arabe sahraouie démocratique
- Uruguay

### Mexico
| - Arabie saoudite - Argentine - Bangladesh - Belgique - Chili - Corée du Sud - Côte d'Ivoire - Égypte - Émirats arabes unis - Grèce | - Inde - Indonésie - Iran - Israël - Italie - Jamaïque - Jordanie - Libye - Maroc - Malaisie | - Ouzbékistan - Pakistan - Palestine - Paraguay - Pays-Bas - Philippines - Portugal - Qatar - Roumanie - Russie | - Serbie - Suède - Suisse - Thaïlande - Viêt Nam |

### Nassau
- Bahamas

### New York
| - Bahreïn - Brunei - Érythrée - Eswatini - Éthiopie | - Irak - Islande - Madagascar - Maldives - Nauru | - Népal - Ouganda - Tonga - Vanuatu - Yémen |

### Panama
- Haïti
- Kosovo

### Paramaribo
- Suriname

### Port-d'Espagne
- Australie
- Trinité-et-Tobago

### Roseau
- Dominique

### Saint Domingue
- République dominicaine

### Saint John's
- Antigua-et-Barbuda

### San José
- Pologne
- République tchèque

### San Salvador
- Colombie
- Équateur
- France
- Pérou
- Vatican

## Washington
| - Ghana - Kenya - Kirghizistan - Koweït - Laos | - Lesotho - Oman - Singapour - Somalie - Soudan | - Soudan du Sud - Tadjikistan - Tanzanie - Togo - Tunisie | - Turkménistan - Zambie - Zimbabwe |

## Anciennes ambassades
- Costa Rica
- Nicaragua